# Marijo Šivolija
Marijo Šivolija-Jelica (Omišalj, 29 giugno 1981) è un pugile croato.

## Palmarès

### Mondiali dilettanti
- 1 medaglia:
  - 1 argento (Mianyang 2005 nei pesi medio-massimi)

### Europei dilettanti
- 1 medaglia:
  - 1 argento (Pula 2004 nei pesi medio-massimi)

### Campionati dilettanti dell'UE
- 3 medaglie:
  - 1 argento (Cagliari 2005 nei pesi medio-massimi)
  - 2 bronzi (Pécs 2006 nei pesi medio-massimi; Dublino 2007 nei pesi medio-massimi)